# Perfil
Perfil ist eine überregionale argentinische Wochenzeitung, die in Buenos Aires herausgegeben wird. Mit einer Auflage von durchschnittlich 70.739 (2007) Exemplaren gehört sie zu den bedeutendsten Periodika von Argentinien.
Die Zeitung wurde im Jahr 1998 als Tageszeitung gegründet, schon 84 Tage später wegen Erfolglosigkeit wieder eingestellt. Im September 2005 wurde sie mit überarbeitetem Konzept als Wochenzeitung wieder herausgegeben und erscheint seitdem jeden Sonntag. Seit 2007 gibt es auch eine Samstagsausgabe.
Die Zeitung wird von der Verlagsgruppe Editorial Perfil herausgegeben, die neben der Zeitung Perfil u. a. mehrere Fernsehsender (unter der Tochtergesellschaft Perfil TV), mehr als 90 Zeitschriften – darunter das wichtigste Nachrichtenmagazin Argentiniens, Noticias, sowie die Boulevardzeitschrift Caras – und Bücher herausgibt. Perfil besitzt Filialen in den meisten Ländern Südamerikas und in Spanien und gilt als größtes Verlagshaus der hispanischen Welt.